# Lengua ergativa

En las lenguas ergativas, el Sujeto de las construcciones intransitivas se marca de la misma forma que el Objeto de las transitivas, y el Agente en las oraciones transitivas se marca de forma diferente.

Una lengua ergativa o ergativo-absolutiva es aquella en la que el sujeto de las construcciones intransitivas lleva una marca de caso de la misma forma que el objeto de las transitivas, y el sujeto de las transitivas se marca de una forma diferente.  Ejemplos típicos son el euskera, el georgiano y varias lenguas indígenas de América.
Este tipo de lenguas contrasta con las de tipo nominativo, como la práctica totalidad de las lenguas indoeuropeas. Cuando las lenguas ergativas distinguen casos, el sujeto de un verbo transitivo corresponde al caso ergativo, y tanto en el objeto directo del verbo transitivo como en el sujeto del intransitivo rige el caso absolutivo.

## Ejemplos de lenguas ergativas
Algunos ejemplos de lenguas ergativas incluyen el euskera, georgiano y muchas lenguas caucásicas más, varias lenguas mayenses en Guatemala y México, la familia de lenguas pano de Perú, Bolivia y Brasil, groenlandés y un número importante de lenguas australianas. A veces se considera la ergatividad como un fenómeno raro o remoto, principalmente por el hecho de que todas las lenguas europeas, a excepción del euskera, tanto las indoeuropeas como las urálicas, son de tipo nominativo-acusativo. Sin embargo, alrededor del 20 % de las lenguas del planeta son predominantemente ergativas. 
Incluso algunas lenguas indoeuropeas de la rama indoirania han desarrollado sistemas de marcaje de caso de tipo ergativo. Entre estas lenguas están el kurdo kurmanji, pashto, hindi o el panaĵabí.

## Oraciones en lenguas ergativas
El euskera es un ejemplo clásico de lengua ergativa como muestra el hecho de que en la primera de las siguientes dos oraciones el único participante de la oración intransitiva recibe la misma marca que el paciente lógico de la oración transitiva:
(1a) Gizona-Ø etorri da
hombre-ABS llegar AUX
'El hombre ha llegado'
(1b) Gizona-k gozokia-Ø jan du
hombre-ERG pastel-ABS comer AUX
'El hombre se ha comido el dulce'
El caso absolutivo de las lenguas ergativas es análogo al caso nominativo de las lenguas nominativo-acusativas, ya que ambos parecen el caso menos marcado o caso neutral. La neutralidad se aprecia en cómo se comportan los dos casos en las elisiones de argumentos:
- En una lengua nominativo-acusativa como el español en una oración coordinada puede elidirse el sujeto (2):

(2) Juani vio a Pedro Øi y salió corriendo
Igualmente el sujeto de una oración subordinada pasa más fácilmente a objeto de la oración principal (3a) que el objeto de la subordinada (3b):
(3a) Juan vio a Pedro pegar a Carlos
(3b) *Juan vio a Carlos pegar Pedro [= Juan vio a Carlos ser pegado por Pedro]
En (3a) Pedro es objeto de la oración principal y sujeto de la oración subordinada [Ø pegar a Carlos ] mientras que en (3b) el objeto de la oración subordinada (Carlos) no puede ser simultáneamente el objeto de la principal (cuando pretende significarse eso se usa la pasiva).
- En una lengua ergativa el comportamiento de objeto y sujeto comentados para el español, resultan ser los opuestos, debiéndose omitir el objeto (marcado con caso absolutivo). Para ilustrar esto consideramos ejemplos del dyirbal, una lengua aborigen de Australia:

(4a) Balan dugumbili baniñu, bangul yarangu Øi buran
ART.ABS mujer.ABS (elidido:mujer) venir.PSD, ART.ERG hombre.ERG ver.PSD
'La mujer vino, [y] el hombre la vio'
(4b) *Bayi yarai baniñu, Øi balan dugumbil buran
ART.ABS hombre.ABS venir.PSD, (elidido:hombre) ART.ABS ver.PSD
'El hombre vino, y vio a la mujer'
Obsérvese que la estructura de (4a) no es posible en una lengua nominativo-acusativa como el español: *la mujer vino y el hombre vio (ya que es necesario que en esa oración reaparezca la referencia a la mujer en la forma del clítico la). En cambio la estructura de (4b) es perfectamente normal en español el hombre vino y vio a la mujer pero no en dyirbal.
El comportamiento frente a las elisiones en los argumentos verbales, sugiere que en las lenguas ergativas el "argumento externo" del verbo podría ser el paciente/objeto el marcado en absolutivo (a diferencia de las lenguas nominativo-acusativas, donde lo es el sujeto/agente, que usualmente se marca en nominativo). Eso se ve corroborado por el hecho de que estas lenguas no tengan en general voz pasiva, sino voz antipasiva.

## Ergatividad escindida
Muchas de las llamadas lenguas ergativas presentan frecuentemente ergatividad escindida, en la que existe a veces un marcaje de tipo ergativo-absolutivo y otras veces un marcaje de tipo nominativo-acusativo. Recientemente, Gerhard Jäger ―usando un enfoque basado en la teoría evolutiva de juegos― probó que si se entiende la producción y comprensión de oraciones con verbos transitivos como un juego cooperativo, en el que tanto el hablante como el oyente tratan de maximizar el entendimiento mutuo, entonces en las lenguas que tienen un orden básico muy libre, la estrategia óptima corresponde precisamente a un marcaje de caso como el que se da en los sistemas de ergatividad escindida.

### Rastros ergativos en lenguas acusativas
Si bien el concepto de ergatividad se ligó inicialmente a las marcas morfológicas, existen características sintácticas y semánticas asociadas a la ergatividad. Además una lengua puede ser sintáctica o semánticamente ergativa sin ser morfológicamente ergativa (es decir, poseer marcas de caso ergativo). De hecho es difícil encontrar lenguas ergativas puras o nominativo-acusativas puras, ya que la mayoría de las lenguas presentan rasgos mixtos en diferentes tipos de construcciones. E. L. Keenan (1984) demostró que el inglés posee rasgos de ergatividad semántica, también aplicables al español. Por ejemplo, el sentido de un predicado transitivo puede variar notablemente según del objeto directo:
(5a) Juan cortó el cabello a María
(5b) Juan cortó la carne
(5c) Juan cortó el césped
(5d) Juan cortó el tráfico
En las oraciones (5) cortar se refiere a cosas muy diferentes. Igualmente existen verbos cuyo significado cambia según el sujeto:
(6a) El corredor marcha bien
(6b) El motor marcha bien
(6c) La fiesta marcha bien
(6d) La película marcha bien
Se pueden conjeturar que en tanto en (5) como en (6) son casos particulares donde el "participante absolutivo" gobierna el significado del verbo. En ellos el objeto de oraciones transitivas tiene un control semántico similar al sujeto de una oración intransitiva.
Otra muestra de ergatividad en español (y también en italiano, alemán, neerlandés y euskera) es la diferenciación que puede hacerse en estas lenguas de los verbos intransitivos clasificables en inacusativos e inergativos. Los inacusativos (también llamados ergativos) tratan al sujeto de manera similar al objeto de una transitiva, esto se refleja en el orden:
(7a) ¡No cruces! Ahora vienen muchos coches.
(7b) *¡No cruces! Ahora muchos coches vienen.
Obsérvese que aquí el sujeto muchos coches se coloca en posición post-verbal, que en español es típica del objeto. Algo similar sucede en las oraciones:
(8a) Me gustan los helados
(8b) Se cayeron los montañistas
Donde los sujetos ocupan la posición de un objeto postverbal. En español antiguo estos verbos requerían el uso de auxiliar ser en lugar de haber para los tiempos compuestos.